# Boost Software License
Лицензия Boost (англ. Boost Software License) — лицензия свободного программного обеспечения используемая C++ библиотекой Boost и большим количеством открытых проектов. Является разрешительной лицензией, то есть позволяет программистам использовать лицензируемый код в закрытом ПО при условии, что в случае распространения ПО с исходными кодами текст лицензии и упоминания авторов не будут удалены из исходных кодов. По своей сути лицензия похожа на популярные лицензии BSD license и MIT license.
Лицензия была одобрена OSI в феврале 2008.
Согласно Фонду свободного программного обеспечения, лицензия является свободной, совместимой с GNU General Public License, то есть разрешает программистам комбинировать и распространять GPL-продукты с программным обеспечением под лицензией Boost.
ПО под лицензией Boost включает в себя все библиотеки Boost, High Performance ParalleX, POCO C++ Libraries, Matrix Template Library, Crypto++; также под данной лицензией распространяется официальный компилятор языка программирования D — dmd и стандартная библиотека.